# Douglas McGrath
Douglas Geoffrey McGrath (Midland, Texas; 2 de febrero de 1958-Manhattan, Nueva York; 3 de noviembre de 2022) fue un director, guionista y actor estadounidense, candidato al Óscar en la categoría de Óscar al mejor guion original, junto con Woody Allen por Bullets Over Broadway (1994).

## Biografía
Douglas McGrath es hijo de Beatrice y R. Searle McGrath, un productor de aceite de Midland, Texas. Está casado desde el año 1995 con Jane Read Martin, con la que tiene tres hijos en común.

## Carrera
Douglas McGrath dirigió y escribió numerosas películas entre las que cabe destacar Bullets Over Broadway (1994) escrita junto a Woody Allen, por la que fue candidato al Óscar en la categoría de Óscar al mejor guion original, siendo la película mejor valorada por la crítica de toda su carrera hasta la fecha. Después de este éxito llegó Emma (1996), basada en una novela de Jane Austen y protagonizada por Gwyneth Paltrow. También escribió el libreto de Born Yesterday (1993), protagonizada por Don Johnson y Melanie Griffith, la película no fue bien recibida por la crítica e incluso recibió una nominación a los Razzie.
En la década de los 2000 dirigió y escribió películas aplaudidas por la crítica, pero que no funcionaron en taquilla. Con esas características cabe destacar filmes como Nicholas Nickleby (2002), protagonizada por Jim Broadbent, Nathan Lane y Anne Hathaway o Infamous (2006), basada en el proceso de creación que llevó a cabo Truman Capote para escribir A sangre fría, protagonizado por Toby Jones, Daniel Craig, Sandra Bullock y, de nuevo, Gwyneth Paltrow en un cameo que realizó como un favor al director ya que éste tiene una buena relación con la actriz desde su participación en Emma.
Participó como actor, en breves papeles, en películas como Hollywood Ending (2002), Company Man (2000), The Insider (1999) o Celebrity (1998).

## Filmografía como director
| Año  | Película                     |
| ---- | ---------------------------- |
| 1996 | Emma                         |
| 2000 | Company Man                  |
| 2002 | Nicholas Nickleby            |
| 2006 | Infamous                     |
| 2011 | I Don't Know How She Does It |

## Filmografía como guionista
| Año  | Título                                      |
| ---- | ------------------------------------------- |
| 1989 | L. A. Law (serie de televisión; 1 episodio) |
| 1993 | Born Yesterday                              |
| 1994 | Bullets Over Broadway                       |
| 1996 | Emma                                        |
| 2000 | Company Man                                 |
| 2002 | Nicholas Nickleby                           |
| 2006 | Infamous                                    |
| 2011 | The Lucky One                               |

## Premios y distinciones
Premios Óscar
| Año  | Categoría                     | Película              | Resultado |
| ---- | ----------------------------- | --------------------- | --------- |
| 1995 | Óscar al mejor guion original | Bullets Over Broadway | Nominado  |

Premios BAFTA
| Año  | Categoría                     | Película              | Resultado |
| ---- | ----------------------------- | --------------------- | --------- |
| 1994 | BAFTA al mejor guion original | Bullets Over Broadway | Candidato |